# Rio Bodoş
O Rio Bodoş é um rio da Romênia afluente do Rio Ozunca, localizado no distrito de Covasna.